# Bodzechów
Bodzechów è un comune rurale polacco del distretto di Ostrowiec Świętokrzyski, nel voivodato della Santacroce.
Ricopre una superficie di 122,28 km² e nel 2004 contava 13 430 abitanti.